# STS-400
STS-400 es el nombre de la misión de rescate si ocurriese la necesidad de un vuelo de emergencia del transbordador Endeavour ante un problema importante durante la misión STS-125 (también denominada HST SM4) llevada a cabo por el Atlantis, la cual es la última misión de servicio al telescopio espacial Hubble (HST) hasta su retirada en 2014. Endeavour se encuentra esperando su lanzamiento de emergencia en la rampa LC-39B.
Debido a la mucho más baja inclinación orbital del HST en comparación con la Estación Espacial Internacional (EEI), la tripulación del Atlantis no podrá utilizar la estación como un refugio seguro y seguir el habitual plan de recuperación. En lugar de ello, la NASA ha elaborado un plan para llevar a cabo una posible misión de rescate similar a las propuestas para misiones de rescate antes de los vuelos a la EEI. La misión de rescate se iniciaría tan sólo siete días después de que el Atlantis se encontrase con problemas, ya que el tiempo máximo que la tripulación puede permanecer a bordo de un vehículo orbital dañado es de 23 a 28 días.
Para octubre de 2008 se previó que el transbordador de rescate sería rodado al Complejo de lanzamiento 39B dos semanas antes que el transbordador de la STS-125 ubicada en el Complejo de Lanzamiento 39A, creando un escenario poco frecuente de dos lanzaderas en dos plataformas de lanzamiento al mismo tiempo. Sin embargo la misión STS-125 se demoró y volvió al edificio de ensamblaje de vehículos (VAB). Estaba previsto que después de la misión STS-125 la plataforma de lanzamiento 39B continuaría con la conversión para el uso del programa Constelación para su uso por parte del cohete Ares I.
Esta misión fue originalmente programada para volar por el Endeavour y numerada como STS-400, pero debido a una anomalía a bordo del Telescopio Espacial Hubble, la STS-125 se retrasó hasta después de la misión STS-119 (la misión del Discovery a la EEI), por lo que el transbordador previsto para volar esta misión se cambió por el Discovery, cambiándose el nombre de la misión a STS-401. La STS-125 se retrasó aún más, permitiendo al Discovery realizar la misión STS-119 y volviendo a asignarse al Endeavour la misión de rescate, que nuevamente pasó a denominarse STS-400.
En enero de 2009 se anunció que la NASA estaba evaluando realizar los dos lanzamiento desde la rampa 39A para evitar más demoras a la misión Ares I-X, programada para el lanzamiento desde la rampa LC-39B después que la STS-400 la desocupara. Varios miembros de la NASA declararon que las operaciones desde una sola de las rampas de lanzamiento era factible y que probablemente ese sería el método a utilizar. Sin embargo, a finales de marzo de 2009, la NASA anunció que se continuaría con las operaciones desde las dos rampas de lanzamiento.

## Tripulación
La tripulación asignada a esta misión es parte de la tripulación asignada a la misión STS-126. Los números entre paréntesis indican las misiones realizadas previamente por cada astronauta.
- Christopher Ferguson (3) - Comandante
- Eric A. Boe (2) - Piloto
- Stephen G. Bowen (2) - Especialista de la misión 1
- Robert S. Kimbrough (2) - Especialista de la misión 2

## Planes de la misión

Diagrama que muestra una de las propuestas de transferencias de la tripulación y el equipo durante la STS-400.

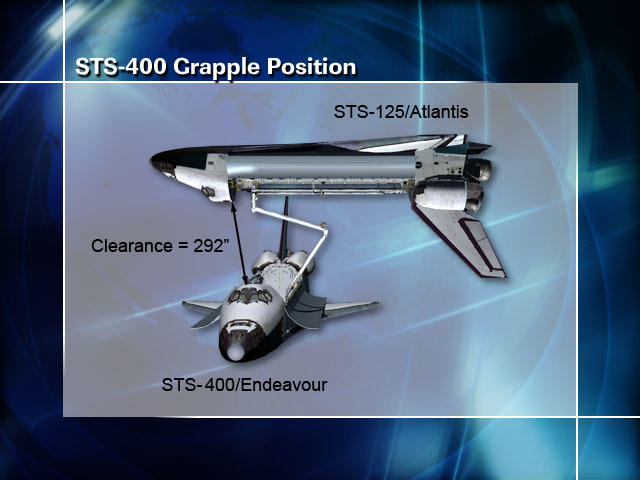
Diagrama que muestra el ensamble del transbordador Endeavour, con Atlantis durante su proceso de transferencia de tripulación de la STS-125 a STS-400.

Se evaluaron tres diferentes planes para la misión. El primero sería realizar un acoplamiento entre los dos transbordadores, pero se descartó por la posibilidad de daño mutuo entre los transbordadores durante el acoplamiento. La segunda opción evaluada sería realizar un rendezvous entre los transbordadores, sin contacto físico, y transferir a la tripulación mediante el brazo robótico, pero también fue descartada por el alto consumo de propelente que supondría mantener a ambos transbordadores uno cerca del otro durante toda la operación. Finalmente se eligió una tercera opción: el Endeavour utilizaría el brazo robótico para atrapar al Atlantis, ahorrándose el consumo de propelente y evitando el riesgo de un impacto entre ambos transbordadores.

## Preparación

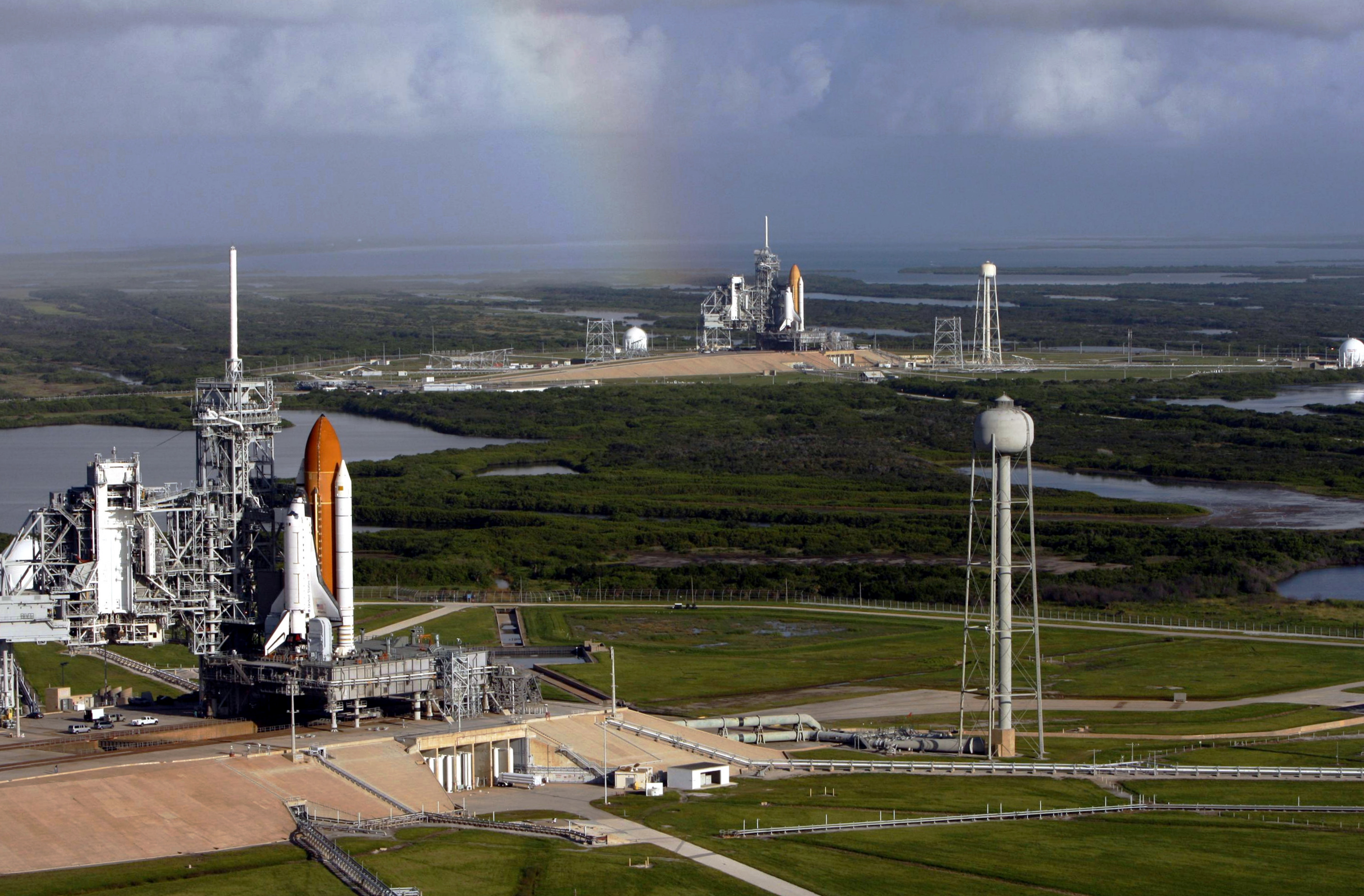
Atlantis y Endeavour sobre LC-39A y LC-39B.

Después de su más reciente misión (STS-123), el Endeavour fue llevado al VAB para mantenimiento rutinario. Anteriormente el Endeavour ha tenido experiencia en vuelos de contingencia, pero afortunadamente no se ha tenido que llegar a usarse. De todos modos será la primera vez que el Endeavour sea puesto en posición de lanzamiento a pocos metros de otro transbordador espacial (en este caso el Atlantis) en la plataforma de lanzamiento 39-B. La preparación de los cohetes aceleradores comenzó el 11 de julio de 2008. Un mes más tarde el tanque externo llegó al KSC y fue acoplado a los cohetes aceleradores el 29 de agosto de 2008.

## La misión
Tras el primer día en órbita se realizaría la inspección del escudo térmico utilizando el brazo de sensores del orbitador. El mismo día estaría previsto encontrar e iniciar el trabajo de rescate con el Atlantis, así como realizar la primera EVA, en la que Megan McArthur, Andrew Feustel y John Grunsfeld conectarían las esclusas de aire de los dos transbordadores mediante una cuerda. Se realizaría la primera ronda de transferencias de la tripulación del Atlantis al Endeavour. El tercer día finalizaría la transferencia y poco después se realizarían las maniobras de regreso a la Tierra. El Atlantis sería dejado en órbita para ser pilotado de manera remota y enviarlo al océano Pacífico para una destrucción controlada.
Esta misión pudo poner fin al programa del transbordador espacial, ya que era poco factible que el programa pueda continuar con sólo dos vehículos orbitales.